# Los Mártires Uno
Los Mártires Uno är en ort i Mexiko.   Den ligger i kommunen Mulegé och delstaten Baja California Sur, i den västra delen av landet, 1 700 km nordväst om huvudstaden Mexico City. Los Mártires Uno ligger 71 meter över havet och antalet invånare är 651.
Terrängen runt Los Mártires Uno är platt.  Trakten runt Los Mártires Uno är nära nog obefolkad, med mindre än två invånare per kvadratkilometer. Närmaste större samhälle är El Silencio, 15,4 km nordväst om Los Mártires Uno. Omgivningarna runt Los Mártires Uno är i huvudsak ett öppet busklandskap.